# لاوترتال (بایرن)
لاوترتال (به آلمانی: Lautertal) یک شهر در آلمان است که در Coburg واقع شده‌است.